# Sergio Barbero
Sergio Barbero (Sala Biellese, Piemont, 17 de gener de 1969) va ser un ciclista italià, que fou professional entre 1993 i 2007. Especialitzat en semiclàssiques italianes, destaquen les seves victòries al Giro de Lazio i els Tre Valli Varesine de 1999. Junt amb Claudio Chiappucci té el rècord de victòries a la Japan Cup, amb tres.
El 2001 donà positiu per EPO en un control antidopatge i fou suspès per sis mesos.

## Palmarès
- 1991
  - 1r al Giro d'Oro
  - 1r al Gran Premi de la Indústria del marbre
- 1992
  - 1r a la Coppa Varignana
  - 1r al Trofeu Sportivi di Briga
- 1997
  - 1r al Giro de Toscana
  - Vencedor d'una etapa del Giro di Puglia
- 1999
  - 1r al Giro de Lazio
  - 1r als Tre Valli Varesine
  - 1r a la Japan Cup
  - Vencedor d'una prova del Trofeo dello Scalatore
- 2000
  - 1r al Gran Premi de la Indústria i el Comerç de Prato
  - Vencedor d'una etapa del Giro de Trentino
- 2002
  - 1r a la Japan Cup
- 2003
  - 1r a la Coppa Bernocchi
  - 1r a la Japan Cup
- 2007
  - Vencedor de la classificació de la muntanya del Tour del Llac Qinghai

### Resultats al Tour de França
- 1998. Abandona (15a etapa)
- 1999. 124è de la classificació general

### Resultats al Giro d'Itàlia
- 1997. 43è de la classificació general
- 2000. 73è de la classificació general
- 2001. Abandona (12a etapa)
- 2002. 66è de la classificació general
- 2003. 59è de la classificació general
- 2006. Abandona (18a etapa)